# Radikal 202
Radikal 202 mit der Bedeutung „Hirse“ ist eines von vier traditionellen Radikalen der chinesischen Schrift mit  zwölf Strichen.  
Mit 4 Zeichenverbindungen in Mathews’ Chinese-English Dictionary kommt dieses Radikal nur sehr selten vor. Im Kangxi-Wörterbuch fanden sich noch 46 Schriftzeichen unter diesem Radikal.
Das Piktogramm zeigt oben die nach unten hängenden Ähren, unten steht das Zeichen für „Fortbewegung“. Es zeigt also die reifende Pflanze. Das Zeichen wird gewöhnlich mit Getreide übersetzt, auch wenn es im engeren Sinne nur die Hirse bezeichnet. Für Getreide oder Ähre gibt es das Radikal 115 "禾". Hirse war im alten China mehrere Jahrtausende lang die vorherrschende Getreideart und ist bis heute das Hauptnahrungsmittel der nordchinesischen Bauern geblieben.

## Schriftzeichenverbindungen, die vom Radikal 202 regiert werden
| Striche | Zeichen |
| ------- | ------- |
| +0      | 黍      |
| +03     | 黎      |
| +05     | 黏      |
| +11     | 黐      |

 Im Unicodeblock Kangxi-Radikale ist das Radikal 202 unter der Codepointnummer 12.233 (U+2FC9) codiert.